# Premis Oscar de 1944
Els Premis Oscar de 1944 (en anglès: 17th Academy Awards) foren presentats el 15 de març de 1945 en una cerimònia realitzada al Grauman's Chinese Theatre de Los Angeles. La cerimònia fou presentada pel director John Cromwell i l'actor Bob Hope.

## Curiositats
Aquesta fou la primera edició en la qual la categoria de millor pel·lícula tingué només 5 candidates, un fet que es trencà el 2009 quan l'Acadèmia incorporà un nou límit de fins a 10 pel·lícules candidates com a màxim.
Aquesta fou, així mateix, la primera i última vegada que un mateix actor aconseguí per un mateix paper nominacions en les categories de millor actor i millor actor secundari (Barry Fitzgerald per Going My Way, aconseguint l'Oscar al millor actor secundari).

## Premis
| Millor pel·lícula | Millor director |
| --- | --- |
| - Going My Way (Leo McCarey - Paramount Pictures) - Double Indemnity (Joseph Sistrom - Paramount Pictures) - Gaslight (Arthur Hornblow, Jr. - Metro-Goldwyn-Mayer) - Since You Went Away (David O. Selznick - United Artists) - Wilson (Darryl F. Zanuck - 20th Century Fox) | - Leo McCarey per Going My Way - Billy Wilder per Double Indemnity - Otto Preminger per Laura - Alfred Hitchcock per El bot salvavides - Henry King per Wilson |
| Millor actor | Millor actriu |
| - Bing Crosby per Going My Way com a Pare Chuck O'Malley - Charles Boyer per Gaslight com a Gregory Anton/Sergis Bauer - Barry Fitzgerald per Going My Way com a Fitzgibbon - Cary Grant per Un cor en perill com a Ernie Mott - Alexander Knox per Wilson com a Woodrow Wilson | - Ingrid Bergman per Gaslight com a Paula Alquist Anton - Claudette Colbert per Since You Went Away com a Anne Hilton - Bette Davis per Mr. Skeffington com a Fanny Trellis Skeffington - Greer Garson per Mrs. Parkington com a Susie Parkington - Barbara Stanwyck per Double Indemnity com a Phyllis Dietrichson |
| Millor actor secundari | Millor actriu secundària |
| - Barry Fitzgerald per Going My Way com a Fitzgibbon - Hume Cronyn per The Seventh Cross com a Paul Roeder - Claude Rains per Mr. Skeffington com a Job Skeffington - Clifton Webb per Laura com a Waldo Lydecker - Monty Woolley per Since You Went Away com a Coronel William G. Smollett | - Ethel Barrymore per Un cor en perill com a Ma Mott - Jennifer Jones per Since You Went Away com a Jane Deborah Hilton - Angela Lansbury per Gaslight com a Nancy Oliver - Aline MacMahon per Dragon Seed com a esposa de Ling Tan - Agnes Moorehead per Mrs. Parkington com a Baronessa Aspasia Conti |
| Millor guió original | Millor guió adaptat |
| - Lamar Trotti per Wilson - Preston Sturges per Hail the Conquering Hero - Preston Sturges per The Miracle of Morgan's Creek - Richard Connell i Gladys Lehman per Two Girls and a Sailor - Jerome Cady per Wing and a Prayer | - Frank Butler i Frank Cavett per Going My Way (sobre hist. de Leo McCarey) - Raymond Chandler i Billy Wilder per Double Indemnity (sobre hist. de James M. Cain) - John L. Balderston, Walter Reisch i John Van Druten per Gaslight (sobre obra teatre de Patrick Hamilton) - Jay Dratler, Samuel Hoffenstein i Elizabeth Reinhardt per Laura (sobre hist. de Vera Caspary) - Irving Brecher i Fred F. Finklehoffe per Meet Me in St. Louis (sobre articles de Sally Benson) |
| Millor història | Millor curtmetratge d'animació |
| - Leo McCarey per Going My Way - David Boehm i Chandler Sprague per A Guy Named Joe - John Steinbeck per El bot salvavides - Alfred Neumann i Joseph Than per None Shall Escape - Edward Doherty i Jules Schermer per The Sullivans | - Mouse Trouble de Fred Quimby - And to Think I Saw It on Mulberry Street de George Pal - Dog, Cat and Canary de Raymond Katz - Fish Fry de Walter Lantz - How to Play Football de Walt Disney - My Boy, Johnny de Paul Terry - Swooner Crooner d'Edward Selzer |
| Millor banda sonora - Dramàtica o còmica | Millor banda sonora - Musical |
| - Max Steiner per Since You Went Away - Morris Stoloff i Ernst Toch per Address Unknown - Max Steiner per The Adventures of Mark Twain - Dimitri Tiomkin per The Bridge of San Luis Rey - Arthur Lange per Casanova Brown - H. J. Salter per Christmas Holiday - Hanns Eisler i C. Bakaleinikoff per Un cor en perill - Miklós Rózsa per Double Indemnity - Walter Scharf i Roy Webb per The Fighting Seabees - Edward Paul i Michel Michelet per The Hairy Ape - Robert Stolz per It Happened Tomorrow - Frederic Efrem Rich per Jack London - Herbert Stothart per Kismet - David Rose per La princesa i el pirata - Karl Hajos per Summer Storm - W. Franke Harling per Three Russian Girls - Edward Paul per Un casat amoïnat - Michel Michelet per Voice in the Wind - Alfred Newman per Wilson - Miklós Rózsa per Woman of the Town | - Morris Stoloff i Carmen Dragon per Cover Girl - Walter Scharf per Brazil - Constantin Bakaleinikoff per Higher and Higher - Ray Heindorf per Hollywood Canteen - Alfred Newman per Irish Eyes Are Smiling - Werner R. Heymann i Kurt Weill per Knickerbocker Holiday - Robert Emmett Dolan per Lady in the Dark - Edward Kay per Lady, Let's Dance - Georgie Stoll per Meet Me in St. Louis - H. J. Salter per The Merry Monahans - Ferde Grofe i Leo Erdody per Minstrel Man - Mahlon Merrick per Sensations of 1945 - Charles Previn per Song of the Open Road - Ray Heindorf i Louis Forbes per Rumb a Orient                                                        |
| Millor cançó original | Millor so |
| - James Van Heusen (música); Johnny Burke (lletra) per Going My Way ("Swinging on a Star") - Jimmy McHugh (música); Harold Adamson per (lletra) Higher and Higher ("I Couldn't Sleep a Wink Last Night") - Jule Styne (música); Sammy Cahn (lletra) per Follow the Boys ("I'll Walk Alone") - James V. Monaco (música); Mack Gordon (lletra) per Sweet and Lowdown ("I'm Making Believe") - Jerome Kern (música); Ira Gershwin (lletra) per Les models ("Long Ago (and Far Away)") - Harold Arlen (música); Ted Koehler (lletra) per Rumb a Orient ("Now I Know") - Harry Revel (música); Paul Webster (lletra) per Minstrel Man ("Remember Me to Carolina") - Ary Barroso (música); Ned Washington (lletra) per Brazil ("Rio de Janeiro") - Lew Pollack (música); Charles Newman (lletra) per Lady, Let's Dance ("Silver Shadows and Golden Dreams") - Walter Kent (música); Kim Gannon (lletra) per Song of the Open Road ("Too Much in Love") - Ralph Blane i Hugh Martin (música i lletra) per Meet Me in St. Louis ("The Trolley Song") - Maurice K. Jerome (música); Ted Koehler (lletra) per Hollywood Canteen ("Sweet Dreams Sweetheart") | - E. H. Hansen per Wilson - Daniel J. Bloomberg per Brazil - Thomas T. Moulton per Casanova Brown - John Livadary per Les models - Loren L. Ryder per Double Indemnity - Bernard B. Brown per His Butler's Sister - Nathan Levinson per Hollywood Canteen - Jack Whitney per It Happened Tomorrow - Douglas Shearer per Kismet - Stephen Dunn per Music in Manhattan - W. M. Dalgleish per Voice in the Wind |
| Millor direcció artística - Blanc i Negre | Millor direcció artística - Color |
| - Cedric Gibbons i William Ferrari; Paul Huldschinsky i Edwin B. Willis per Gaslight - Lionel Banks i Walter Holscher; Joseph Kish per Address Unknown - John Hughes; Fred M. MacLean per The Adventures of Mark Twain - Perry Ferguson; Julia Heron per Casanova Brown - Lyle Wheeler i Leland Fuller; Thomas Little per Laura - Hans Dreier i Robert Usher; Samuel M. Comer per No Time for Love - Mark-Lee Kirk; Victor A. Gangelin per Since You Went Away - Albert S. D'Agostino i Carroll Clark; Darrell Silvera i Claude Carpenter per Step Lively | - Wiard Ihnen; Thomas Little per Wilson - John B. Goodman i Alexander Golitzen; Russell A. Gausman i Ira S. Webb per The Climax - Lionel Banks i Cary Odell; Fay Babcock per Les models - Charles Novi; Jack McConaghy per The Desert Song - Cedric Gibbons i Daniel B. Cathcart; Edwin B. Willis i Richard Pefferle per Kismet - Hans Dreier i Raoul Pene du Bois; Ray Moyer per Lady in the Dark - Ernst Fegte; Howard Bristol per La princesa i el pirata |
| Millor fotografia - Blanc i Negre | Millor fotografia - Color |
| - Joseph LaShelle per Laura - John F. Seitz per Double Indemnity - Sidney Wagner per Dragon Seed - Joseph Ruttenberg per Gaslight - Lionel Lindon per Going My Way - Glen MacWilliams per El bot salvavides - Stanley Cortez i Lee Garmes per Since You Went Away - Charles Lang per The Uninvited - George J. Folsey per The White Cliffs of Dover - Robert Surtees i Harold Rosson per Thirty Seconds Over Tokyo | - Leon Shamroy per Wilson - Rudolph Maté i Allen M. Davey per Les models - Edward Cronjager per Home in Indiana - Charles Rosher per Kismet - Ray Rennahan per Lady in the Dark - George J. Folsey per Meet Me in St. Louis |
| Millor muntatge | Millors efectes especials |
| - Barbara McLean per Wilson - Leroy Stone per Going My Way - Owen Marks per Janie - Roland Gross per Un cor en perill - Hal C. Kern i James E. Newcom per Since You Went Away | - A. Arnold Gillespie, Donald Jahraus i Warren Newcombe (fotografia); Douglas Shearer (so) per Thirty Seconds Over Tokyo - Vernon L. Walker (fotografia); James G. Stewart i Roy Granville (so) per Days of Glory - David Allen, Ray Cory i Robert Wright (fotografia); Russell Malmgren i Harry Kusnick (so) per Secret Command - Jack Cosgrove (fotografia); Arthur Johns (so) per Since You Went Away - Paul Detlefsen i John Crouse (fotografia); Nathan Levinson (so) per The Adventures of Mark Twain - Farciot Edouart i Gordon Jennings (fotografia); George Dutton (so) per The Story of Dr. Wassell - Fred Sersen (fotografia); Roger Heman Sr. (so) per Wilson |
| Millor documental | Millor curtmetratge documental |
| - The Fighting Lady de U.S. Navy - Resisting Enemy Interrogation de U.S. Army Air Force | - With the Marines at Tarawa de U.S. Marine Corps - Hymn of the Nations de Office of War Information - New Americans de RKO Radio |
| Millor curtmetratge, un carret | Millor curtmetratge, dos carrets |
| - Who's Who in Animal Land de Jerry Fairbanks - Blue Grass Gentlemen d'Edmund Reek - Jammin' the Blues de Gordon Hollingshead - Movie Pests de Pete Smith - Screen Snapshots' 50th Anniversary of Motion Pictures de Ralph Staub | - I Won't Play de Gordon Hollingshead - Bombalera de Louis Harris - Main Street Today de Jerry Bresler |

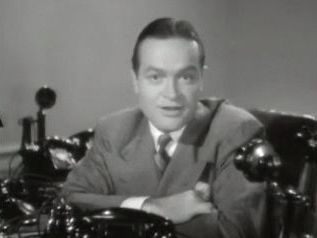
Bob Hope

## Oscar Honorífic
- Bob Hope - pels seus molts serveis a l'Acadèmia. [premi especial]

## Oscar Juvenil
- Margaret O'Brien - com a actriu infantil més destacada de 1944. [estatueta en miniatura]

## Premi Irving G. Thalberg
- Darryl F. Zanuck

## Presentadors
- Donald Crisp (millor actor secundari)
- Howard Estabrook (millor documental i curtmetratge documental)
- Sidney Franklin (millor pelElícula)
- Y. Frank Freeman (millor edició, so, efectes especials i Premis Científics i Tècnics)
- Greer Garson (millor actriu)
- James Hilton (millor guió original i adaptat)
- Carole Landis (millor direcció artística)
- George Murphy (millor actor)
- Rosalind Russell (millor fotografia)
- Mark Sandrich (millor director)
- Dinah Shore (millor cançó i banda sonora)
- Walter Wanger (millors curtmetratges i Òscar Honorífic)
- Teresa Wright (millor actriu secundària)
- Darryl F. Zanuck (Premi Irving G. Thalberg)

## Múltiples nominacions i premis
| Les següents pel·lícules van rebre diverses nominacions: - 10 nominacions: Going My Way i Wilson - 9 nominacions: Since You Went Away - 7 nominacions: Double Indemnity i Gaslight - 5 nominacions: Les models i Laura - 4 nominacions: Un cor en perill, Kismet i Meet Me in St. Louis - 3 nominacions: The Adventures of Mark Twain, El bot salvavides, Brazil, Casanova Brown, Hollywood Canteen i Lady in the Dark - 2 nominacions: Address Unknown, Dragon Seed, Higher and Higher, It Happened Tomorrow, Lady, Let's Dance, Minstrel Man, Mr. Skeffington, Mrs. Parkington, La princesa i el pirata, Song of the Open Road, Thirty Seconds Over Tokyo, Rumb a Orient i Voice in the Wind | Les següents pel·lícules van rebre més d'un premi: - 7 premis: Going My Way - 5 premis: Wilson - 2 premis: Gaslight |